# Hoehnelomycetaceae
Hoehnelomycetaceae är en familj av svampar. Hoehnelomycetaceae ingår i ordningen Atractiellales, klassen Tremellomycetes, divisionen basidiesvampar och riket svampar.